# Pristimantis zeuctotylus
Pristimantis zeuctotylus es una especie de anfibio anuro de la familia Craugastoridae.

## Distribución
Esta especie habita entre los 10 y 300 m de altitud:
- en el sureste de Colombia;
- en Venezuela en el estado de Amazonas;
- en Guyana;
- en Suriname;
- en Guayana Francesa;
- en el norte de Brasil.[4]

## Descripción
Los machos miden de 20.4 a 29.6 mm y las hembras de 30.5 a 43.3 mm.

## Publicación original
- Lynch & Hoogmoed, 1977 : Two new species of Eleutherodactylus (Amphibia : Leptodactylidae) from northeastern South America. Proceedings of the Biological Society of Washington, vol. 90, n.º 2, p. 424-439[5]